# Volleyball World Beach Pro Tour 2023 der Frauen
Die Volleyball World Beach Pro Tour 2023 der Frauen bestand aus 46 Beachvolleyball-Turnieren. Neun Turniere gehörten in die Kategorie „Elite16“, zehn Turniere in die Kategorie „Challenge“ und 27 Turniere in die Kategorie „Futures“. Hinzu kamen noch die Weltmeisterschaft in Tlaxcala und „The Finals“ in Doha.

## Turniere

### Übersicht
Die folgende Tabelle zeigt alle Frauen-Turniere der Volleyball World Beach Pro Tour 2023.
| Austragungsort     | Land                | Kategorie         | Datum                             |
| ------------------ | ------------------- | ----------------- | --------------------------------- |
| Doha               | Katar               | Elite16           | 1. bis 5. Februar 2023            |
| La Paz             | Mexiko              | Challenge         | 16. bis 19. März 2023             |
| Mount Maunganui    | Neuseeland          | Future            | 16. bis 19. März 2023             |
| Tepic              | Mexiko              | Elite16           | 22. bis 26. März 2023             |
| Coolangatta        | Australien          | Future            | 29. März bis 2. April 2023        |
| Itapema            | Brasilien           | Challenge         | 6. bis 9. April 2023              |
| Saquarema          | Brasilien           | Challenge         | 13. bis 16. April 2023            |
| Satun              | Thailand            | Future            | 20. bis 23. April 2023            |
| Uberlândia         | Brasilien           | Elite16           | 26. bis 30. April 2023            |
| Madrid             | Spanien             | Future            | 18. bis 21. Mai 2023              |
| Ostrava            | Tschechien          | Elite16           | 31. Mai bis 4. Juni 2023          |
| Spiez              | Schweiz             | Future            | 8. bis 11. Juni 2023              |
| Lecce              | Italien             | Future            | 8. bis 11. Juni 2023              |
| Tuần Châu          | Vietnam             | Future            | 8. bis 11. Juni 2023              |
| Jūrmala            | Lettland            | Challenge         | 15. bis 18. Juni 2023             |
| Lille              | Frankreich          | Future            | 15. bis 18. Juni 2023             |
| Ios                | Griechenland        | Future            | 21. bis 24. Juni 2023             |
| Messina            | Italien             | Future            | 29. Juni bis 2. Juli 2023         |
| Helsinki           | Finnland            | Future            | 29. Juni bis 2. Juli 2023         |
| Gstaad             | Schweiz             | Elite16           | 5. bis 9. Juli 2023               |
| Espinho            | Portugal            | Challenge         | 13. bis 16. Juli 2023             |
| Leuven             | Belgien             | Future            | 13. bis 16. Juli 2023             |
| Edmonton           | Kanada              | Challenge         | 20. bis 23. Juli 2023             |
| Montréal           | Kanada              | Elite16           | 26. bis 30. Juli 2023             |
| Wenzhou-Cangnan    | Volksrepublik China | Future            | 10. bis 13. August 2023           |
| Warschau           | Polen               | Future            | 10. bis 13. August 2023           |
| Hamburg            | Deutschland         | Elite16           | 16. bis 20. August 2023           |
| Bujumbura          | Burundi             | Future            | 17. bis 20. August 2023           |
| Qidong             | Volksrepublik China | Future            | 17. bis 20. August 2023           |
| Brno               | Tschechien          | Future            | 23. bis 27. August 2023           |
| El-Alamein         | Ägypten             | Future            | 23. bis 26. August 2023           |
| Baden              | Österreich          | Future            | 23. bis 27. August 2023           |
| Seoul              | Südkorea            | Future            | 24. bis 27. August 2023           |
| Corigliano-Rossano | Italien             | Future            | 31. August bis 3. September 2023  |
| Warschau           | Polen               | Future            | 7. bis 10. September 2023         |
| Miguel Pereira     | Brasilien           | Future            | 7. bis 10. September 2023         |
| Halifax            | Kanada              | Future            | 21. bis 24. September 2023        |
| Cervia             | Italien             | Future            | 21. bis 24. September 2023        |
| Paris              | Frankreich          | Elite16           | 27. September bis 1. Oktober 2023 |
| Tlaxcala           | Mexiko              | Weltmeisterschaft | 6. bis 15. Oktober 2023           |
| Mallorca           | Spanien             | Future            | 18. bis 22. Oktober 2023          |
| Goa                | Indien              | Challenge         | 19. bis 22. Oktober 2023          |
| Haikou             | Volksrepublik China | Challenge         | 2. bis 5. November 2023           |
| Chiang Mai         | Thailand            | Challenge         | 16. bis 19. November 2023         |
| João Pessoa        | Brasilien           | Elite16           | 22. bis 26. November 2023         |
| Geelong            | Australien          | Future            | 22. bis 26. November 2023         |
| Nuvali             | Philippinen         | Challenge         | 30. November bis 3. Dezember 2023 |
| Doha               | Katar               | The Finals        | 6. bis 9. Dezember 2023           |

### Doha
Elite16, 1. bis 5. Februar 2023
| Platz | Team                                       |
| ----- | ------------------------------------------ |
| 1     | Raïsa Schoon / Katja Stam                  |
| 2     | Nina Brunner / Tanja Hüberli               |
| 3     | Mariafe Artacho del Solar / Taliqua Clancy |
| 4     | Tīna Graudiņa / Anastasija Samoilova       |
| 5     | Duda Lisboa / Ana Patrícia Ramos           |
| 5     | Melissa Humana-Paredes / Brandie Wilkerson |
| 5     | Sara Hughes / Kelly Cheng                  |
| 5     | Taryn Kloth / Kristen Nuss                 |

### La Paz
Challenge, 16. bis 19. März 2023
| Platz | Team                                      |
| ----- | ----------------------------------------- |
| 1     | Taryn Kloth / Kristen Nuss                |
| 2     | Savannah Simo / Toni Rodriguez            |
| 3     | Tainá Silva / Victória Lopes              |
| 4     | Dorina Klinger / Ronja Klinger            |
| 5     | Talita Antunes / Thamela Coradello        |
| 5     | Barbora Hermannová / Marie-Sára Štochlová |
| 5     | Lézana Placette / Alexia Richard          |
| 5     | Sara Hughes / Kelly Cheng                 |

### Tepic
Elite16, 22. bis 26. März 2023
| Platz | Team                                       |
| ----- | ------------------------------------------ |
| 1     | Sara Hughes / Kelly Cheng                  |
| 2     | Duda Lisboa / Ana Patrícia Ramos           |
| 3     | Mariafe Artacho del Solar / Taliqua Clancy |
| 4     | Marta Menegatti / Valentina Gottardi       |
| 5     | Bárbara Seixas / Carol Solberg             |
| 5     | Melissa Humana-Paredes / Brandie Wilkerson |
| 5     | Cinja Tillmann / Svenja Müller             |
| 5     | Raïsa Schoon / Katja Stam                  |

### Itapema
Challenge, 6. bis 9. April 2023
| Platz | Team                           |
| ----- | ------------------------------ |
| 1     | Xue Chen / Xia Xinyi           |
| 2     | Bárbara Seixas / Carol Solberg |
| 3     | Terese Cannon / Sarah Sponcil  |
| 4     | Esmée Böbner / Zoé Vergé-Dépré |
| 5     | Taru Lahti / Niina Ahtiainen   |
| 5     | Miki Ishii / Sayaka Mizoe      |
| 5     | Emi van Driel / Brecht Piersma |
| 5     | Betsi Flint / Julia Scoles     |

### Saquarema
Challenge, 13. bis 16. April 2023
| Platz | Team                                       |
| ----- | ------------------------------------------ |
| 1     | Marta Menegatti / Valentina Gottardi       |
| 2     | Tainá Silva / Victória Lopes               |
| 3     | Andressa Cavalcanti / Vitória Rodrigues    |
| 4     | Ainė Raupelytė / Monika Paulikienė         |
| 5     | Talita Antunes / Thamela Coradello         |
| 5     | Liliana Fernández / Paula Soria            |
| 5     | Jagoda Gruszczyńska / Aleksandra Wachowicz |
| 5     | Esmée Böbner / Zoé Vergé-Dépré             |

### Uberlândia
Elite16, 26. bis 30. April 2023
| Platz | Team                                       |
| ----- | ------------------------------------------ |
| 1     | Taryn Kloth / Kristen Nuss                 |
| 2     | Mariafe Artacho del Solar / Taliqua Clancy |
| 3     | Duda Lisboa / Ana Patrícia Ramos           |
| 4     | Sara Hughes / Kelly Cheng                  |
| 5     | Bárbara Seixas / Carol Solberg             |
| 5     | Tīna Graudiņa / Anastasija Samoilova       |
| 5     | Nina Brunner / Tanja Hüberli               |
| 5     | Anouk Vergé-Dépré / Joana Mäder            |

### Ostrava
Elite16, 31. Mai bis 4. Juni 2023
| Platz | Team                                       |
| ----- | ------------------------------------------ |
| 1     | Duda Lisboa / Ana Patrícia Ramos           |
| 2     | Terese Cannon / Sarah Sponcil              |
| 3     | Melissa Humana-Paredes / Brandie Wilkerson |
| 4     | Nina Brunner / Tanja Hüberli               |
| 5     | Cinja Tillmann / Svenja Müller             |
| 5     | Anouk Vergé-Dépré / Joana Mäder            |
| 5     | Sara Hughes / Kelly Cheng                  |
| 5     | Taryn Kloth / Kristen Nuss                 |

### Jūrmala
Challenge, 15. bis 18. Juni 2023
| Platz | Team                                       |
| ----- | ------------------------------------------ |
| 1     | Melissa Humana-Paredes / Brandie Wilkerson |
| 2     | Esmée Böbner / Zoé Vergé-Dépré             |
| 3     | Tīna Graudiņa / Anastasija Samoilova       |
| 4     | Tainá Silva / Victória Lopes               |
| 5     | Andressa Cavalcanti / Vitória Rodrigues    |
| 5     | Wang Fan / Dong Jie                        |
| 5     | Xue Chen / Xia Xinyi                       |
| 5     | Margherita Bianchin / Claudia Scampoli     |

### Gstaad
Elite16, 5. bis 9. Juli 2023
| Platz | Team                                       |
| ----- | ------------------------------------------ |
| 1     | Duda Lisboa / Ana Patrícia Ramos           |
| 2     | Sara Hughes / Kelly Cheng                  |
| 3     | Taryn Kloth / Kristen Nuss                 |
| 4     | Cinja Tillmann / Svenja Müller             |
| 5     | Mariafe Artacho del Solar / Taliqua Clancy |
| 5     | Bárbara Seixas / Carol Solberg             |
| 5     | Melissa Humana-Paredes / Brandie Wilkerson |
| 5     | Marta Menegatti / Valentina Gottardi       |

### Espinho
Challenge, 13. bis 16. Juli 2023
| Platz | Team                                       |
| ----- | ------------------------------------------ |
| 1     | Bárbara Seixas / Carol Solberg             |
| 2     | Andressa Cavalcanti / Vitória Rodrigues    |
| 3     | Ágatha Bednarczuk / Rebecca Cavalcanti     |
| 4     | Xue Chen / Xia Xinyi                       |
| 5     | Daniela Álvarez / Tania Moreno             |
| 5     | Lézana Placette / Alexia Richard           |
| 5     | Jagoda Gruszczyńska / Aleksandra Wachowicz |
| 5     | Emily Stockman / Megan Kraft               |

### Edmonton
Challenge, 20. bis 23. Juli 2023
| Platz | Team                                      |
| ----- | ----------------------------------------- |
| 1     | Bárbara Seixas / Carol Solberg            |
| 2     | Marta Menegatti / Valentina Gottardi      |
| 3     | Barbora Hermannová / Marie-Sára Štochlová |
| 4     | Esmée Böbner / Zoé Vergé-Dépré            |
| 5     | Dorina Klinger / Ronja Klinger            |
| 5     | Laura Ludwig / Louisa Lippmann            |
| 5     | Tjaša Kotnik / Tajda Lovšin               |
| 5     | Betsi Flint / Julia Scoles                |

### Montréal
Elite16, 26. bis 30. Juli 2023
| Platz | Team                                       |
| ----- | ------------------------------------------ |
| 1     | Melissa Humana-Paredes / Brandie Wilkerson |
| 2     | Betsi Flint / Julia Scoles                 |
| 3     | Xue Chen / Xia Xinyi                       |
| 4     | Raïsa Schoon / Katja Stam                  |
| 5     | Ágatha Bednarczuk / Rebecca Cavalcanti     |
| 5     | Duda Lisboa / Ana Patrícia Ramos           |
| 5     | Jagoda Gruszczyńska / Aleksandra Wachowicz |
| 5     | Taryn Kloth / Kristen Nuss                 |

### Hamburg
Elite16, 16. bis 20. August 2023
| Platz | Team                                       |
| ----- | ------------------------------------------ |
| 1     | Duda Lisboa / Ana Patrícia Ramos           |
| 2     | Taryn Kloth / Kristen Nuss                 |
| 3     | Cinja Tillmann / Svenja Müller             |
| 4     | Bárbara Seixas / Carol Solberg             |
| 5     | Melissa Humana-Paredes / Brandie Wilkerson |
| 5     | Laura Ludwig / Louisa Lippmann             |
| 5     | Nina Brunner / Tanja Hüberli               |
| 5     | Sara Hughes / Kelly Cheng                  |

### Paris
Elite16, 27. September bis 1. Oktober 2023
| Platz | Team                                       |
| ----- | ------------------------------------------ |
| 1     | Duda Lisboa / Ana Patrícia Ramos           |
| 2     | Taryn Kloth / Kristen Nuss                 |
| 3     | Raïsa Schoon / Katja Stam                  |
| 4     | Marta Menegatti / Valentina Gottardi       |
| 5     | Bárbara Seixas / Carol Solberg             |
| 5     | Melissa Humana-Paredes / Brandie Wilkerson |
| 5     | Laura Ludwig / Louisa Lippmann             |
| 5     | Sara Hughes / Kelly Cheng                  |

### Tlaxcala
Weltmeisterschaft, 6. bis 15. Oktober 2023
| Platz | Team                                       |
| ----- | ------------------------------------------ |
| 1     | Sara Hughes / Kelly Cheng                  |
| 2     | Duda Lisboa / Ana Patrícia Ramos           |
| 3     | Taryn Kloth / Kristen Nuss                 |
| 4     | Mariafe Artacho del Solar / Taliqua Clancy |
| 5     | Tainá Silva / Victória Lopes               |
| 5     | Melissa Humana-Paredes / Brandie Wilkerson |
| 5     | Raïsa Schoon / Katja Stam                  |
| 5     | Nina Brunner / Tanja Hüberli               |

### Goa
Challenge, 19. bis 22. Oktober 2023
| Platz | Team                                                              |
| ----- | ----------------------------------------------------------------- |
| 1     | Anouk Vergé-Dépré / Joana Mäder                                   |
| 2     | Karla Borger / Sandra Ittlinger                                   |
| 3     | Daniela Álvarez / Tania Moreno                                    |
| 4     | Worapeerachayakorn Kongphopsarutawadee / Taravadee Naraphornrapat |
| 5     | Ágatha Bednarczuk / Rebecca Cavalcanti                            |
| 5     | Liliana Fernández / Paula Soria                                   |
| 5     | Taru Lahti / Niina Ahtiainen                                      |
| 5     | Clémence Vieira / Aline Chamereau                                 |

### Haikou
Challenge, 2. bis 5. November 2023
| Platz | Team                                       |
| ----- | ------------------------------------------ |
| 1     | Bárbara Seixas / Carol Solberg             |
| 2     | Cao Shuting / Zhu Lingdi                   |
| 3     | Tainá Silva / Victória Lopes               |
| 4     | Ainė Raupelytė / Monika Paulikienė         |
| 5     | Franziska Friedl / Katharina Schützenhöfer |
| 5     | Heather Bansley / Sophie Bukovec           |
| 5     | Sarah Pavan / Molly McBain                 |
| 5     | Sunniva Helland-Hansen / Emilie Olimstad   |

### Chiang Mai
Challenge, 16. bis 19. November 2023
| Platz | Team                                   |
| ----- | -------------------------------------- |
| 1     | Ágatha Bednarczuk / Rebecca Cavalcanti |
| 2     | Taru Lahti / Niina Ahtiainen           |
| 3     | Sarah Pavan / Molly McBain             |
| 4     | Wang Fan / Dong Jie                    |
| 5     | Daniela Álvarez / Tania Moreno         |
| 5     | María Belén Carro / Ángela Lobato      |
| 5     | Clémence Vieira / Aline Chamereau      |
| 5     | Karla Borger / Sandra Ittlinger        |

### João Pessoa
Elite16, 22. bis 26. November 2023
| Platz | Team                                 |
| ----- | ------------------------------------ |
| 1     | Duda Lisboa / Ana Patrícia Ramos     |
| 2     | Bárbara Seixas / Carol Solberg       |
| 3     | Xue Chen / Xia Xinyi                 |
| 4     | Taryn Kloth / Kristen Nuss           |
| 5     | Lézana Placette / Alexia Richard     |
| 5     | Cinja Tillmann / Svenja Müller       |
| 5     | Tīna Graudiņa / Anastasija Samoilova |
| 5     | Raïsa Schoon / Katja Stam            |

### Nuvali
Challenge, 30. November bis 3. Dezember 2023
| Platz | Team                                                              |
| ----- | ----------------------------------------------------------------- |
| 1     | Tīna Graudiņa / Anastasija Samoilova                              |
| 2     | Daniela Álvarez / Tania Moreno                                    |
| 3     | Tainá Silva / Victória Lopes                                      |
| 4     | Lézana Placette / Alexia Richard                                  |
| 5     | Sarah Pavan / Molly McBain                                        |
| 5     | Worapeerachayakorn Kongphopsarutawadee / Taravadee Naraphornrapat |
| 5     | Terese Cannon / Megan Kraft                                       |
| 5     | Teegan Van Gunst / Kimberly Hildreth                              |

### Doha
The Finals, 6. bis 9. Dezember 2023
| Platz | Team                                       |
| ----- | ------------------------------------------ |
| 1     | Taryn Kloth / Kristen Nuss                 |
| 2     | Cinja Tillmann / Svenja Müller             |
| 3     | Duda Lisboa / Ana Patrícia Ramos           |
| 4     | Mariafe Artacho del Solar / Taliqua Clancy |
| 5     | Tainá Silva / Victória Lopes               |
| 5     | Melissa Humana-Paredes / Brandie Wilkerson |
| 7     | Tīna Graudiņa / Anastasija Samoilova       |
| 7     | Raïsa Schoon / Katja Stam                  |
| 9     | Nina Brunner / Tanja Hüberli               |
| 9     | Sara Hughes / Kelly Cheng                  |

## Auszeichnungen des Jahres 2023
Team Ranking basierend auf den acht besten Resultaten
| FIVB Sieger Team Ranking | Duda Lisboa / Ana Patrícia Ramos |